# Daniel Lacerda
Daniel da Silva Lacerda (Río de Janeiro; 5 de junio de 1996) es un artista marcial mixto brasileño que compitió en la categoría peso mosca de Ultimate Fighting Championship (UFC).

## Carrera en artes marciales mixtas
Daniel empezaría una carrera en MMA en marzo de 2017, compilando una racha de 11-1 en promociones brasileñas.

### Ultimate Fighting Championship
Lacerda debutó con UFC el 23 de octubre de 2021 en el evento UFC Fight Night 196 enfrentándose a Jeff Molina. Perdió la pelea por nocaut técnico en el segundo asalto.
Lacerda se enfrentó a Francisco Figuereido el 30 de abril de 2022 en UFC on ESPN 35. Perdió la pelea sumisión en el primer asalto.
Lacerda reemplazó a Jake Hadley como el oponente de Víctor Altamirano en UFC 278 debido a una lesión de Hadley. No obstante, perdió la pelea por TKO en el tercer asalto.
Lacerda se enfrentó a C.J. Vergara en UFC on ESPN 43. Perdió la pelea por nocaut técnico.
Lacerda se enfrentó a Edgar Chairez el 16 de septiembre de 2023 en UFC Fight Night 227. Inicialmente había sido derrotado tras ser sometido a un estrangulamiento de anaconda, pero el resultado fue cambiado a un no contest tras un error del árbitro, lo que atrajo polémica.
Se esperaba que Lacerda enfrentara de nueva cuenta a Edgar Chairez en UFC Fight Night 230, pero la pelea fue cancelada debido a que tuvo problemas médicos tras el pesaje. La revancha fue reprogramada para el 24 de febrero de 2024 en UFC Fight Night 237. Perdió la pelea por sumisión en el primer asalto.
En marzo de 2024, Lacerda fue liberado de su contrato con la promoción, al acumular una racha negativa de 5 derrotas y 1 empate.

## Récord en artes marciales mixtas
| Récord profesional | Récord profesional | Récord profesional |
| 18 peleas          | 11 victorias       | 6 derrotas         |
| ------------------ | ------------------ | ------------------ |
| Nocaut             | 5                  | 4                  |
| Sumisión           | 6                  | 0                  |
| Decisión           | 0                  | 0                  |
| Sin resultado      | 1                  | 1                  |

| Resultado     | Récord | Oponente                  | Método                           | Evento                                   | Fecha                    | Ronda | Tiempo | Localización       | Notas                                                                                             |
| ------------- | ------ | ------------------------- | -------------------------------- | ---------------------------------------- | ------------------------ | ----- | ------ | ------------------ | ------------------------------------------------------------------------------------------------- |
| Derrota       | 11–6–1 | Edgar Chairez             | Sumisión (triangle choke)        | UFC Fight Night: Moreno vs. Royval 2     | 24 de febrero de 2024    | 1     | 2:17   | Ciudad de México   | Pelea en peso pactado (131 lbs).                                                                  |
| Sin resultado | 11–5–1 | Edgar Chairez             | Sin resultado (parada prematura) | UFC Fight Night: Grasso vs. Shevchenko 2 | 16 de septiembre de 2023 | 1     | 3:47   | Las Vegas, Nevada  | Originalmente derrota por sumisión; anulada después de la revisión debido a un error del árbitro. |
| Derrota       | 11–5   | C.J. Vergara              | TKO (puñetazos)                  | UFC on ESPN: Vera vs. Sandhagen          | 25 de marzo de 2023      | 2     | 4:04   | San Antonio, Texas |                                                                                                   |
| Derrota       | 11–4   | Víctor Altamirano         | TKO (puñetazos y codazos)        | UFC 278                                  | 20 de agosto de 2022     | 1     | 3:39   | Salt Lake City     |                                                                                                   |
| Derrota       | 11–3   | Francisco Figueiredo      | Sumisión (kneebar)               | UFC on ESPN: Font vs. Vera               | 30 de abril de 2022      | 1     | 1:18   | Las Vegas, Nevada  |                                                                                                   |
| Derrota       | 11–2   | Jeff Molina               | TKO (puñetazos)                  | UFC Fight Night: Costa vs. Vettori       | 23 de octubre de 2021    | 2     | 0:46   | Las Vegas, Nevada  |                                                                                                   |
| Victoria      | 11–1   | Rodrigo Sarafian Lobato   | TKO (puñetazos)                  | Shooto Brazil 107                        | 24 de julio de 2021      | 1     | 2:23   | Río de Janeiro     |                                                                                                   |
| Victoria      | 10–1   | Francisco Martinez        | Sumisión (armbar)                | Mr. Cage 39                              | 13 de octubre de 2019    | 1     | 2:40   | Porto              |                                                                                                   |
| Victoria      | 9–1    | Augusto Saraiva           | Sumisión (triangle choke)        | RDSC 14                                  | 8 de agosto de 2019      | 1     | 2:45   | Manaus             |                                                                                                   |
| Derrota       | 8–1    | Edilceu Alves             | TKO (arm injury)                 | Shooto Brazil 90                         | 15 de marzo de 2019      | 1     | 0:37   | Río de Janeiro     |                                                                                                   |
| Victoria      | 8–0    | Yarlei Andrade Jr.        | TKO (puñetazos)                  | Shooto Brazil 83                         | 11 de mayo de 2018       | 1     | 0:29   | Río de Janeiro     | Debut en peso mosca.                                                                              |
| Victoria      | 7–0    | Matheus da Silva          | KO (golpe)                       | Demolidor Fight MMA 12                   | 24 de marzo de 2018      | 2     | 4:59   | São Paulo          |                                                                                                   |
| Victoria      | 6–0    | Cristiano Nogueira Vargas | Sumisión (armbar)                | ATS Kombat - Fight Night: The Rematch    | 18 de noviembre de 2017  | 2     | 4:59   | Minas Gerais       |                                                                                                   |
| Victoria      | 5–0    | Emerson Galdino           | Sumisión (armbar)                | Guanambi Combat 2                        | 14 de octubre de 2017    | 1     | 0:26   | Guanambi           |                                                                                                   |
| Victoria      | 4–0    | Felipe Oliveira Dornella  | TKO (rodillazos y puñetazos)     | JF Fight Evolution 18                    | 7 de octubre de 2017     | 1     | 4:57   | Juiz de Fora       |                                                                                                   |
| Victoria      | 3–0    | Humberto V. Rangel Jr.    | TKO (puñetazos)                  | FK MMA 25                                | 26 de agosto de 2017     | 1     | 3:22   | São Gonçalo        |                                                                                                   |
| Victoria      | 2–0    | Welerson Santos           | Sumisión (triangle choke)        | PCMMA 2                                  | 27 de mayo de 2017       | 1     | 4:39   | Manhuaçu           |                                                                                                   |
| Victoria      | 1–0    | Vitor Eustaquio           | Sumisión (armbar)                | VFN - Vegas Fight Night                  | 18 de marzo de 2017      | 1     | 1:56   | Betim              | Debut en peso gallo.                                                                              |